# Kościół św. Trójcy w Rachowicach
Kościół św. Trójcy w Rachowicach – zabytkowy kościół katolicki znajdujący się w Rachowicach w powiecie gliwickim w województwie śląskim. Jest kościołem parafialnym w dekanacie Pławniowice w diecezji gliwickiej.
Kościół znajduje się na Szlaku Architektury Drewnianej województwa śląskiego na głównej trasie oraz w pętli gliwickiej. W pobliżu kościoła przebiegają także:
- Szlak Powstańców Śląskich,
- szlak rowerowy nr 15[4].

## Historia
Wieś Rachowice wzmiankowana jest w 1305 roku; prawdopodobnie istniał tam już kościół pw. Trójcy Świętej. W wykazie z 1447 roku wymieniana jest parafia w Rachowicach. Murowane prezbiterium pochodzi z przełomu XV wiek i XVI wieku. Obecna, drewniana nawa kościoła wybudowana została około 1668 roku, nieco później (1679-1688 r.) do nawy od strony zachodniej dostawiono wieżę - dzwonnicę. W 1705 roku dzwonnica została zniszczona przez pożar. Wieżę odbudowano w latach 1780–1790. Kościół remontowano w latach 1856 (ołtarze boczne), 1866 (malowanie kościoła), 1902 (uzupełnienie wystroju), 1938, 1945–1957 (po zniszczeniach wojennych) oraz 1998-2012 (renowacja ołtarzy, remont dachu).

## Architektura
Kościół orientowany, otoczony cmentarzem. Nawa kościoła drewniana, o konstrukcji zrębowej, otoczona sobotami wspartymi na słupach z zastrzałami, po stronie północnej soboty oszalowane, od północy pokryta gliną i pobielona, od południa obita gontem. Nawa na rzucie zbliżonym do kwadratu, od wschodu przylega do niej węższe prezbiterium zamknięte 3-bocznie, oszkarpowane. Prezbiterium i zakrystia murowane z cegły, otynkowane. Przy prezbiterium od strony północnej znajduje się 5-boczna zakrystia. Dach wspólny dla nawy i prezbiterium, 2-spadowy, pokryty gontem. Na wieży wysoki dach namiotowy, 8-boczny, gontowy. Nad prezbiterium 6-boczna wieżyczka na sygnaturkę zwieńczona gontową kopułką. Elewacje pobite gontem. Na zewnętrznej ścianie prezbiterium znajduje się żeliwna płyta nagrobna Franciszka Imieli (odlew Huty Gliwickiej). Wieża drewniana o konstrukcji słupowej, przylegająca do nawy od strony zachodniej, w jej przyziemiu znajduje się kruchta wejściowa. Na wieży trzy dzwony odlane po II wojnie światowej w pracowni Felczyńskich w Przemyślu (wcześniejsze zarekwirowano podczas wojny).

## Wnętrze kościoła

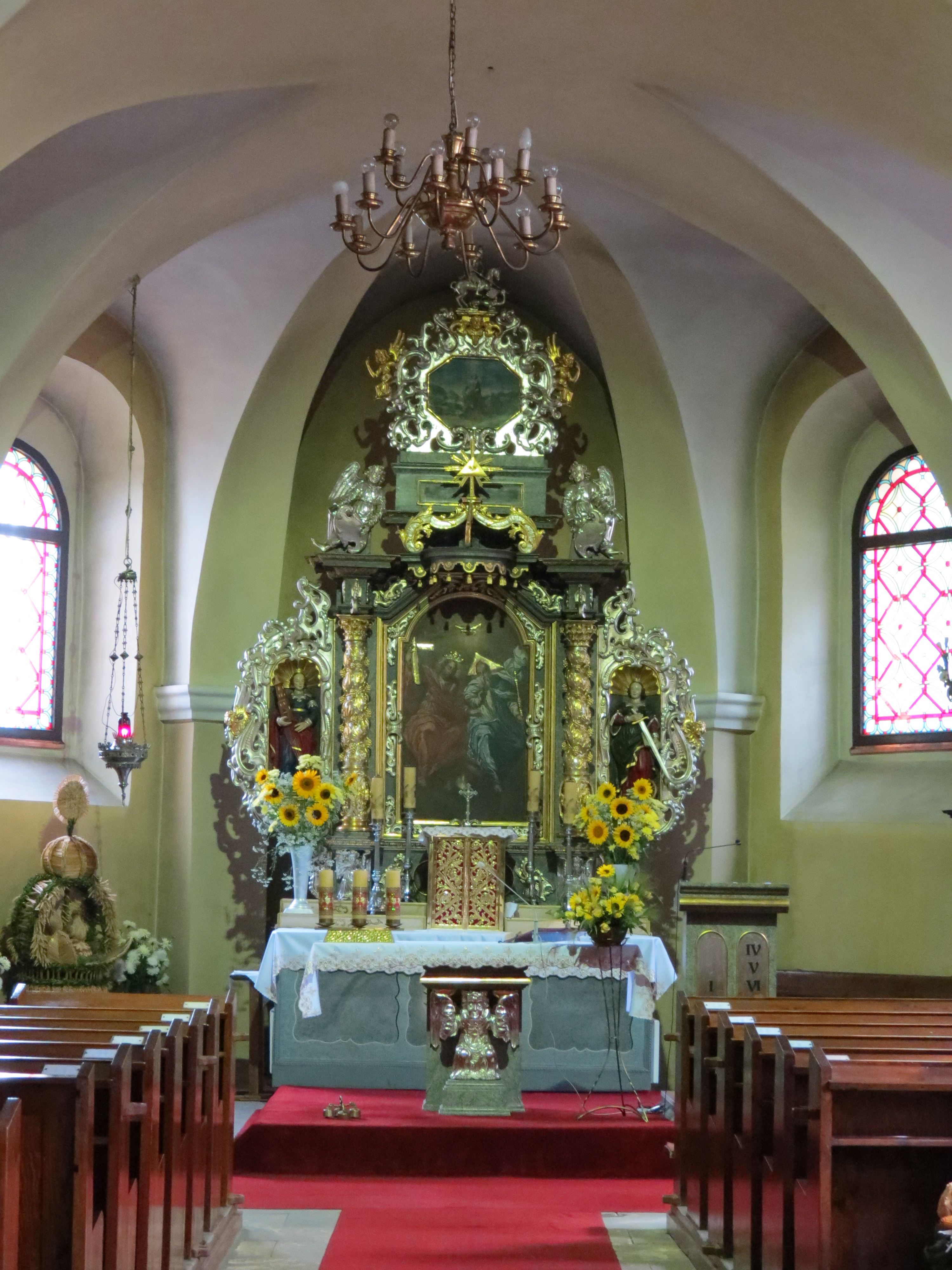
Ołtarz główny

Prezbiterium gotyckie (XV/XVI wiek), murowane z cegły, węższe, wydzielone łukiem tęczowym o wykroju półkolistym. W prezbiterium i zakrystii sklepienia kolebkowe z lunetami, w nawie i kruchcie znajduje się strop płaski. Nawa prostokątna, o konstrukcji zrębowej. Od strony zachodniej nawy znajduje się chór muzyczny, 3-boczny, wsparty na dwóch drewnianych kolumnach. 
Wyposażenie głównie barokowe. Ołtarz główny barokowy, sprzed 1679 roku, zawierający obraz Trójcy Przenajświętszej (prawdopodobnie z XVII wieku). Za ołtarzem XIX-wieczna adnotacja o pożarze w 1705 roku. Ołtarze boczne późnobarokowe, z XVIII wieku. W ołtarzu prawym wizerunek Piety (XVIII wiek), w lewym - św. Antoni z Padwy. Kosz ambony z XVII wieku, noga i baldachim - z XIX wieku. 
Nowe organy wykonane zostały w latach 2008-2009 na wzór wcześniejszych, XVIII-wiecznych (z zachowaniem oryginalnego prospektu organowego z XVII wieku) według projektu prof. Juliana Gembalskiego. Wykonawcą instrumentu był organmistrz Henryk Hober z Olesna.

## Otoczenie
Kościół położony jest na cmentarzu. Z pierwotnego ogrodzenia cmentarza zachowała się tylko drewniana bramka, kryta gontem. Przy bramce znajduje się pomnik upamiętniający poległych w obu wojnach światowych. W pobliżu zakrystii natomiast znajduje się krzyż "Męka Pańska" z 1830 r. oraz figurka św. Jana Chrzciciela.